# Cannon Ball (Dakota Północna)
Cannon Ball – jednostka osadnicza w Stanach Zjednoczonych, w stanie Dakota Północna, w hrabstwie Sioux.